# Derivație de ape
O derivație de ape este un ansamblu de construții hidrotehnice având scopul de a transfera debitele dintr-un bazin hidrografic în altul, având, de cele mai multe ori rolul fie de a permite satisfacerea nevoilor de apă ale folosințelor din bazinul în spre care se derivează apele, fie de a reduce inundațiile din bazinul din spre care se derivează apele.